# Гојна Гора
Гојна Гора је насеље у Србији у општини Горњи Милановац у Моравичком округу. Према попису из 2022. било је 469 становника. Од Горњег Милановца удаљено је 48 км. Налази се на старом путу за Пожегу на подручју ужичке Црне Горе, на надморској висини од 480 до 794 м и има површину од 2.970 ха.
У селу је рођен Арсеније Лома (око 1778 – Брусница, 1815), војвода качерски, као и Јевто Јевтовић (1892 – 1977), редов српске војске који је, при повлачењу у Првом светском рату преко Албаније, на леђима пренео брдски топ и донео га у Драч.

## Историја
Гојна Гора се први пут помиње у турском попису из 1476. године. Староседелачко становништво се пред турском најездом иселило из овог села. Гојна Гора је наново насељена када су је настанили људи из Старог Влаха и Црне Горе – из Мораче и Осата.
Ово село је некада припадало општини и школи у селу Каменици, а припада црквеној парохији цркве посвећене Светом Илији која је такође у Каменици.
У ратовима у периоду од 1912. до 1918. године село је дало 223 ратника. Погинуло их је 141 а 92 је преживело.

## Демографија
У пописима село је 1910. године имало 1187 становника, 1921. године 905, а 2002. године тај број је спао на 741.
У насељу Гојна Гора живи 626 пунолетних становника, а просечна старост становништва износи 47,2 година (46,4 код мушкараца и 47,9 код жена). У насељу има 244 домаћинства, а просечан број чланова по домаћинству је 3,01.
Ово насеље је великим делом насељено Србима (према попису из 2002. године).
|  |

| Демографија | Демографија | Демографија |
| Година      | Становника  | Становника  |
| ----------- | ----------- | ----------- |
| 1948.       | 1.354       |             |
| 1953.       | 1.383       |             |
| 1961.       | 1.354       |             |
| 1971.       | 1.243       |             |
| 1981.       | 1.084       |             |
| 1991.       | 900         | 890         |
| 2002.       | 735         | 744         |
| 2011.       | 610         |             |

| Етнички састав према попису из 2002.‍ | Етнички састав према попису из 2002.‍ | Етнички састав према попису из 2002.‍ | Етнички састав према попису из 2002.‍ | Етнички састав према попису из 2002.‍ |
| ------------------------------------ | ------------------------------------ | ------------------------------------ | ------------------------------------ | ------------------------------------ |
|                                      |                                      |                                      |                                      |                                      |
| Срби                                 | Срби                                 |                                      | 733                                  | 99,72%                               |
| непознато                            | непознато                            |                                      | 2                                    | 0,27%                                |

| Година пописа     | 1948. | 1953. | 1961. | 1971. | 1981. | 1991. | 2002. |
| ----------------- | ----- | ----- | ----- | ----- | ----- | ----- | ----- |
| Број домаћинстава | 234   | 256   | 274   | 295   | 302   | 282   | 244   |

| Број чланова      | 1  | 2  | 3  | 4  | 5  | 6  | 7 | 8 | 9 | 10 и више | Просек |
| ----------------- | -- | -- | -- | -- | -- | -- | - | - | - | --------- | ------ |
| Број домаћинстава | 50 | 83 | 32 | 27 | 13 | 27 | 9 | 2 | 1 | 0         | 3,01   |

| Пол    | Укупно | Неожењен/Неудата | Ожењен/Удата | Удовац/Удовица | Разведен/Разведена | Непознато |
| ------ | ------ | ---------------- | ------------ | -------------- | ------------------ | --------- |
| Мушки  | 320    | 82               | 216          | 15             | 6                  | 1         |
| Женски | 324    | 27               | 220          | 71             | 3                  | 3         |
| УКУПНО | 644    | 109              | 436          | 86             | 9                  | 4         |

| Пол    | Укупно                    | Пољопривреда, лов и шумарство | Рибарство                            | Вађење руде и камена | Прерађивачка индустрија       |
| ------ | ------------------------- | ----------------------------- | ------------------------------------ | -------------------- | ----------------------------- |
| Мушки  | 205                       | 186                           | 0                                    | 0                    | 7                             |
| Женски | 148                       | 135                           | 0                                    | 0                    | 4                             |
| УКУПНО | 353                       | 321                           | 0                                    | 0                    | 11                            |
| Пол    | Производња и снабдевање   | Грађевинарство                | Трговина                             | Хотели и ресторани   | Саобраћај, складиштење и везе |
| Мушки  | 0                         | 3                             | 5                                    | 0                    | 1                             |
| Женски | 0                         | 0                             | 2                                    | 1                    | 0                             |
| УКУПНО | 0                         | 3                             | 7                                    | 1                    | 1                             |
| Пол    | Финансијско посредовање   | Некретнине                    | Државна управа и одбрана             | Образовање           | Здравствени и социјални рад   |
| Мушки  | 0                         | 1                             | 1                                    | 1                    | 0                             |
| Женски | 0                         | 0                             | 0                                    | 2                    | 2                             |
| УКУПНО | 0                         | 1                             | 1                                    | 3                    | 2                             |
| Пол    | Остале услужне активности | Приватна домаћинства          | Екстериторијалне организације и тела | Непознато            | Непознато                     |
| Мушки  | 0                         | 0                             | 0                                    | 0                    | 0                             |
| Женски | 1                         | 0                             | 0                                    | 1                    | 1                             |
| УКУПНО | 1                         | 0                             | 0                                    | 1                    | 1                             |

## Знамените личности
- Минодора Шишовић, игуманија
- Мардарије Шишовић, архимандрит

## Галерија
- Амбуланта
- Месна канцеларија
- Поглед на Овчар
- Поглед на Гојну Гору из Горње Добриње